# Guilherme Soares
Guilherme Araújo Soares (Braga, 8 febbraio 2001) è un calciatore portoghese, difensore del Petrolul Ploiești.

## Carriera
Cresciuto nel settore giovanile del Braga, ha esordito in prima squadra il 19 maggio 2021, nella partita di campionato pareggiata per 0-0 contro la Portimonense. Inserito quindi nella rosa della seconda squadra dei biancorossi, il 1º febbraio 2022 rinnova fino al 2025. L'8 agosto 2023 viene ceduto in prestito all'Oliveirense; il 17 giugno 2024 viene acquistato dal FC Politehnica Iași, con cui disputa una buona stagione a livello individuale, conclusa tuttavia con la retrocessione del club. Il 28 luglio 2025 viene tesserato dal Petrolul Ploiești, con cui firma un biennale.

## Statistiche

### Presenze e reti nei club
Statistiche aggiornate al 17 agosto 2025.
| Stagione        | Squadra             | Campionato      | Campionato | Campionato | Coppe nazionali | Coppe nazionali | Coppe nazionali | Coppe continentali | Coppe continentali | Coppe continentali | Altre coppe | Altre coppe | Altre coppe | Totale | Totale | Totale |
| Stagione        | Squadra             | Comp            | Pres       | Reti       | Comp            | Pres            | Reti            | Comp               | Pres               | Reti               | Comp        | Pres        | Reti        | Pres   | Reti   |        |
| --------------- | ------------------- | --------------- | ---------- | ---------- | --------------- | --------------- | --------------- | ------------------ | ------------------ | ------------------ | ----------- | ----------- | ----------- | ------ | ------ | ------ |
| mag. 2021       | Braga               | PL              | 1          | 0          | TP+CdL          | -               | -               | UEL                | -                  | -                  | -           | -           | -           | 1      | 0      |        |
| 2021-2022       | Braga               | PL              | 1          | 0          | TP+CdL          | 0+0             | 0               | UEL                | 0                  | 0                  | -           | -           | -           | 1      | 0      |        |
| Totale Braga    | Totale Braga        | Totale Braga    | 2          | 0          |                 | 0               | 0               |                    | 0                  | 0                  |             | -           | -           | 2      | 0      |        |
| 2021-2022       | Braga B             | L3              | 23         | 1          | -               | -               | -               | -                  | -                  | -                  | -           | -           | -           | 23     | 1      |        |
| 2022-2023       | Braga B             | L3              | 28+2       | 1          | -               | -               | -               | -                  | -                  | -                  | -           | -           | -           | 30     | 1      |        |
| Totale Braga B  | Totale Braga B      | Totale Braga B  | 51+2       | 2          |                 | -               | -               |                    | -                  | -                  |             | -           | -           | 53     | 2      |        |
| ago. 2023-2024  | Oliveirense         | SL              | 26         | 1          | TP+CdL          | 2+0             | 0               | -                  | -                  | -                  | -           | -           | -           | 28     | 1      |        |
| 2024-2025       | FC Politehnica Iași | L1              | 33         | 3          | CR              | 2               | 0               | -                  | -                  | -                  | -           | -           | -           | 35     | 3      |        |
| 2025-2026       | Petrolul Ploiești   | L1              | 0          | 0          | CR              | 0               | 0               | -                  | -                  | -                  | -           | -           | -           | 0      | 0      |        |
| Totale carriera | Totale carriera     | Totale carriera | 112+2      | 6          |                 | 4               | 0               |                    | 0                  | 0                  |             | -           | -           | 118    | 6      |        |